# Dis Pater

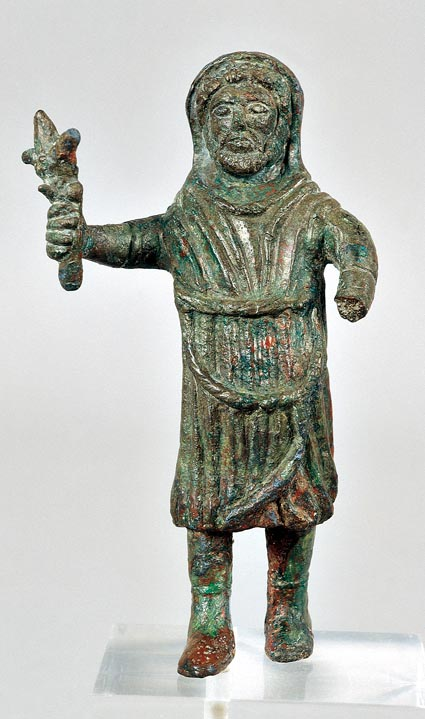
Bronzestatuette des Dispater im Archäologischen Museum von Straßburg (Elsass)

Der römische Gott Dis Pater (auch Dispater oder verkürzt Dis)  war ein anderer Name (bzw. eine Facette) der Götter der Unterwelt Pluto  und Orcus. Auch er wurde als  Herrscher der Unterwelt angesehen. Sein Kult wurde in Rom, gleich dem der Proserpina, erst auf Anordnung der Sibyllinischen Bücher 249 v. Chr. in den ersten Zeiten der römischen Republik als Staatskult eingeführt.
Außer einer Kapelle neben dem Altar des Saturnus hatte er auf dem Marsfeld gemeinschaftlich mit Proserpina einen unterirdischen Altar, der nur aufgedeckt wurde, wenn man opferte (z. B. bei den Säkularspielen). Geopfert wurden ihm schwarze Tiere.
Caesar berichtet in seinem Werk De bello Gallico, dass die gallischen Kelten Dis Pater für den Stammvater ihres Volks gehalten hätten. Mit welchem keltischen Gott Dis Pater hier identifiziert wird, lässt sich nicht mehr zweifelsfrei rekonstruieren, einige Inschriften deuten auf Sucellus hin. Andere Forscher glauben, dass der Hirschgott Cernunnos gemeint war.